# Wind & Wuthering
Wind & Wuthering (cuya traducción literal es "Viento y Borrasca")   es el octavo álbum de estudio del grupo de rock progresivo Genesis y el último con la participación de Steve Hackett antes de su partida en 1977 tras finalizar la gira del álbum, lanzado originalmente en diciembre de 1976. Fue grabado en los estudios Relight Studios/Hilvarenbeek, Holanda, entre septiembre y octubre de 1976.
El disco alcanzó el puesto #7 en el Reino Unido, #7 en Italia, #3 en Francia, #19 en Alemania y #26 en los EE. UU. En los EE. UU. la canción "Your Own Special Way" obtuvo buena difusión radial en las FM.

## Sinopsis
Wind & Wuthering fue el segundo álbum de Genesis en estudio con Phil Collins como vocalista principal, luego de la partida de Peter Gabriel. Además, fue el último álbum de estudio en incluir en su formación al guitarrista Steve Hackett. Se caracteriza por tener una atmósfera mucho más sombría que el álbum anterior, especialmente en la segunda mitad.
Está constituido por una gran variedad de partes y melodías diferentes. La canción "Your Own Special Way" de Mike Rutherford está hecha de tres partes diferentes, Phil Collins contribuyó con la canción "Wot Gorilla?", la cual tiene un sonido similar a su banda alternativa de jazz-fussion Brand X, mientras que los esfuerzos de Tony Banks en este álbum son tremendos: "One For The Vine" y "Afterglow", clásicos en los conciertos durante muchos años, y "All In A Mouse's Night", con un increíble sentido del humor, el cual aparecería más tarde en los trabajos como solista de Banks.
Lamentablemente, las contribuciones de Steve Hackett en este álbum (así como en el anterior) fueron muy pocas, ya que Genesis estaba realizando sus canciones en un momento en el que Hackett se apartaba en una dirección mucho más experimental. Steve deseaba hacer cosas con compases no estándar, algo que el resto del grupo había realizado anteriormente, pero a estas alturas ya habían perdido el interés. Sobre esta situación Rutherford destaca: "en este disco empecé a sentir insatisfacción por parte de Steve, sentía su frustración como compositor. Estaba empezando a escribir más y quería que se incluyeran más cosas suyas". "Un montón de sus cosas en 5/4, 7/8, 9/8, y esos trozos ya estaban muy gastados, no pasaba nada nuevo. Las canciones nos tienen que gustar a todos. Puede haber excepciones, pero el 99 por ciento de las veces cada canción es incluida en un álbum porque les gusta a todos" (Collins).
Hackett también pensaba que con cuatro personas en el grupo, debía contribuir con al menos un cuarto de la composición del álbum, mientras que los otros miembros lo veían de manera diferente: solo el mejor material de los cuatro integrantes sería seleccionado. Los tres miembros restantes estaban dispuestos a dejar que Steve hiciese todos los álbumes de solista que desease para publicar su material propio, siempre que tocara en el grupo bajo las reglas del mismo. Estas diferencias, que se venían acentuando desde varios años antes, hicieron que "Wind & Wuthering" sea el último álbum de Genesis en estudio en el que participase el guitarrista.

## Notas

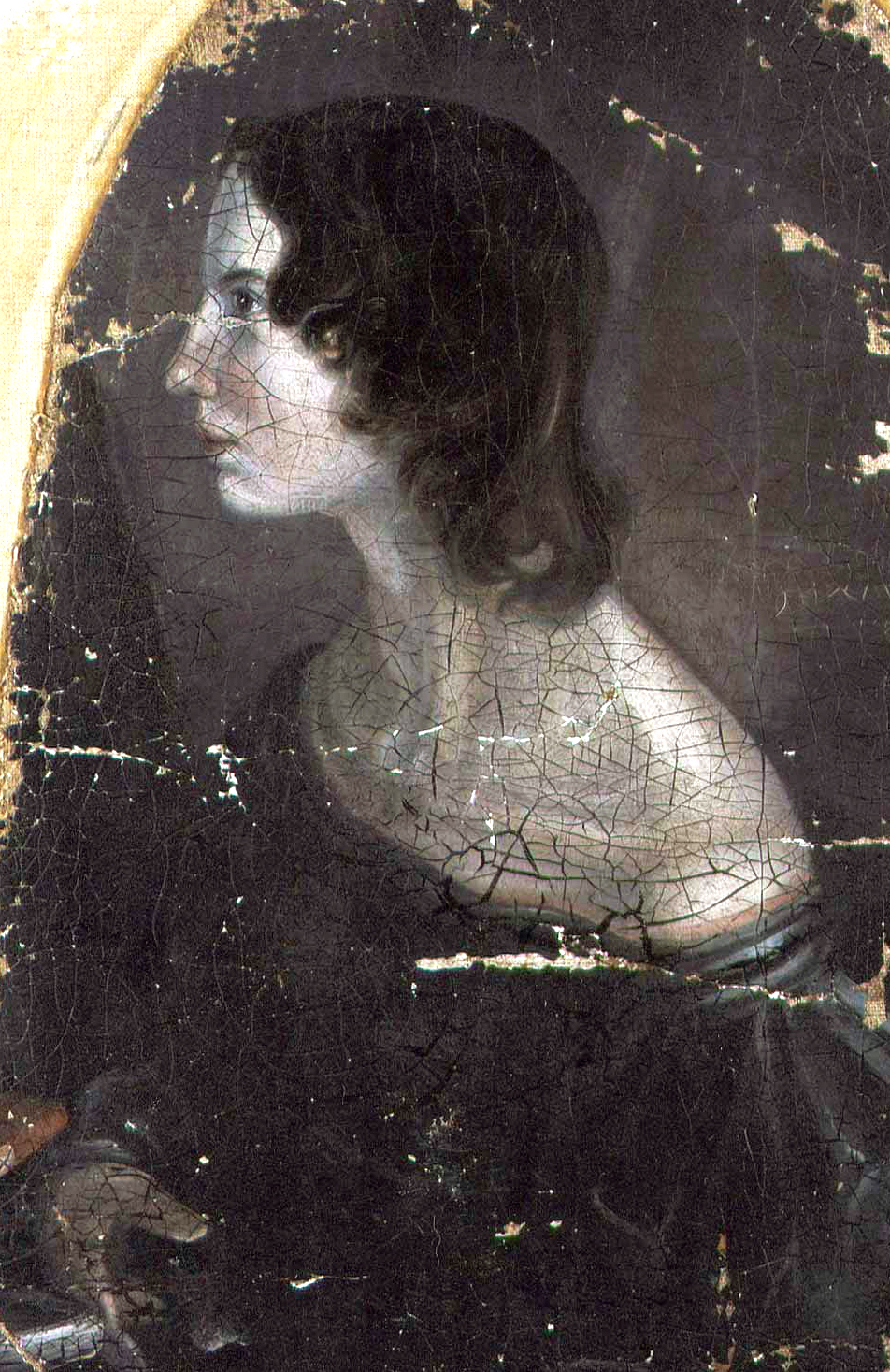
Retrato de Emily Brontë pintado por su hermano Branwell

## Título y portada
El título del álbum se divide en dos partes: "Wind" viene de "The House of the Four Winds (La Casa de los Cuatro Vientos)", el nombre dado por Hackett a una pieza musical que luego se convertiría en la canción "Eleventh Earl of Mar"; "Wuthering" alude a la novela Wuthering Heights (Cumbres Borrascosas) de Emily Brontë.
El título de las canciones 7 y 8 derivan de la última oración de la novela: "[...] oía el suave viento suspirando sobre el césped, y me preguntaba como alguien podría imaginarse sueños intranquilos para los que duermen en esa tranquila tierra."
La portada es obra del colectivo artístico Hipgnosis, que ya había trabajado con Genesis en otros álbumes del grupo. 

## Lista de canciones
| Pista | Título Inglés                        | Título Español                                  | Créditos                               | Duración |
| ----- | ------------------------------------ | ----------------------------------------------- | -------------------------------------- | -------- |
| 1.    | Eleventh Earl Of Mar                 | Undécimo conde de Mar                           | Banks / Hackett / Rutherford           | 7:45     |
| 2.    | One For The Vine                     | Uno para la viña                                | Banks                                  | 10:01    |
| 3.    | Your Own Special Way                 | Tu propia forma especial                        | Rutherford                             | 6:20     |
| 4.    | Wot Gorilla?                         | Qué gorila? (*)                                 | Collins / Banks                        | 3:20     |
| 5.    | All In A Mouse's Night               | Todo en la noche de un ratón                    | Banks                                  | 6:40     |
| 6.    | Blood On The Rooftops                | Sangre en los tejados                           | Hackett / Collins                      | 5:30     |
| 7.    | Unquiet Slumbers For The Sleepers... | Sueños intranquilos para los que duermen... (*) | Hackett / Rutherford                   | 2:23     |
| 8.    | ...In That Quiet Earth               | ...En esa tranquila tierra (*)                  | Hackett / Rutherford / Banks / Collins | 4:50     |
| 9.    | Afterglow                            | Resplandor crepuscular                          | Banks                                  | 4:13     |

(*) Canciones instrumentales, sin letras.
- Los créditos en todas las canciones están listados como se ven en el interior del CD, y no necesariamente en orden alfabético.
- En las ediciones originales de vinilo y casete el primer lado correspondía a los temas 1-4 y el segundo a los temas 5-9.
- Unquiet slumbers for the sleepers in that quiet earth, son las últimas palabras de la versión en inglés del libro Cumbres Borrascosas.

### Lanzamiento en SACD/CD/DVD
Una nueva versión de Wind & Wuthering fue lanzada en el Reino Unido y Japón el 2 de abril de 2007. En EE. UU. y Canadá fue lanzado como parte de la caja de CD Genesis 1976-1982, el 15 de mayo de 2007. Este incluye el álbum completo remasterizado en estéreo, el álbum completo en sonido envolvente, y videos de las canciones. De acuerdo a las diferentes ediciones, el contenido de los discos es el siguiente:
- DISCO 1 - En las ediciones europeas y japonesas, es un disco compacto SACD híbrido. La capa estéreo incluye las canciones remasterizadas, y la capa SACD es de sonido envolvente multicanal.

- DISCO 1 - En las ediciones canadienses y norteamericanas, es un disco compacto estándar que incluye la remasterización en estéreo. No incluye ninguna capa SACD.

- DISCO 2 - En todas las ediciones, es un DVD-Video conteniendo pistas de audio y video. El DVD incluye tres mezclas de audio en el álbum: Digital Theater System (DTS), Dolby Sorround 5.1 y Dolby Digital estéreofónico.

- DISCO 2 - También incluye las siguientes pistas de video:

1. Entrevista con la banda sobre este álbum (2006).
2. Genesis en The Mike Douglas Show (televisión de EE. UU.), 1977. La música incidental incluye las canciones "Your Own Special Way" y "Afterglow".
3. Aparición en un programa de la televisión japonesa, 1977. La música incidental incluye las canciones "Eleventh Earl Of Mar", "One For The Vine", y "Your Own Special Way".
4. World Tour Program, de la gira mundial de 1977.

## Formación
- Phil Collins – Batería, percusión, voz.
- Steve Hackett – Guitarra, kalimba.
- Tony Banks – Teclados.
- Mike Rutherford – Bajo, guitarra, pedalero.